# イヴァーニ＝グリュンヴァルト・ベーラ
イヴァーニ＝グリュンヴァルト・ベーラ（Iványi-Grünwald Béla、1867年5月6日 – 1940年9月24日）はハンガリーの画家である。ハンガリーの画家が集まったナジバーニャ(Nagybánya:現バヤ・マレ)の芸術家コロニーの主要なメンバーであり、後にケチケメートの芸術家コロニーの中心的存在になった。

## 略歴
ショモジ県のSomで生まれた。1882年からブダペストでセーケイ・ベルタランやロッツ・カーロイ (Lotz Károly) に美術を学んだ後、1886年にミュンヘンに移って修行し、1887年から1890年はパリの私立の美術学校、アカデミー・ジュリアンで学んだ。1889年にブダペストの展覧会に自然主義の画家、ジュール・バスティアン＝ルパージュの影響を受けた作品を出展した。
1891年にミュンヘンに戻って活動し、ハンガリーの歴史を題材にした大作も描いた。1894年にはオリエンタリズムの画家、フランツ・アイゼンフート(Franz Eisenhut: 1857-1903)とエジプトに旅した。
1896年にミュンヘンに私立の美術学校を開いていたハンガリーの画家、ホローシ・シモンとその学生とともにナジバーニャに滞在し、風景画を描いた 。ナジバーニャは多くのハンガリーの芸術家が集まる芸術家コロニーとなり、イヴァーニ＝グリュンヴァルトはその重要なメンバーとなった。1898年にギリシャ出身の牧師の娘と結婚し、ナジバーニャに住んだ。1901年にホローシがナジバーニャを訪れるのを止めた後はナジバーニャの無料の絵画学校の講師の一人となった。
1909年のハンガリー全国展(Nemzeti Szalon)に出展した作品が評判になり、ケチケメートの市長の要望で、1911年から1918年の間ケチケメートで活動するようになり、芸術家コロニーが作られることになった。1920年以降はブダペストに住みバラトン湖の周辺の風景を描いた。1928年からセンテンドレの美術協会の会長を務めた。
ブダペストで没した。
絵画のスタイルはパリなどで学んできた若い画家たちからも影響を受けて変化し、ゴーギャンの作品のスタイルに似た作品も描いた。

## 作品

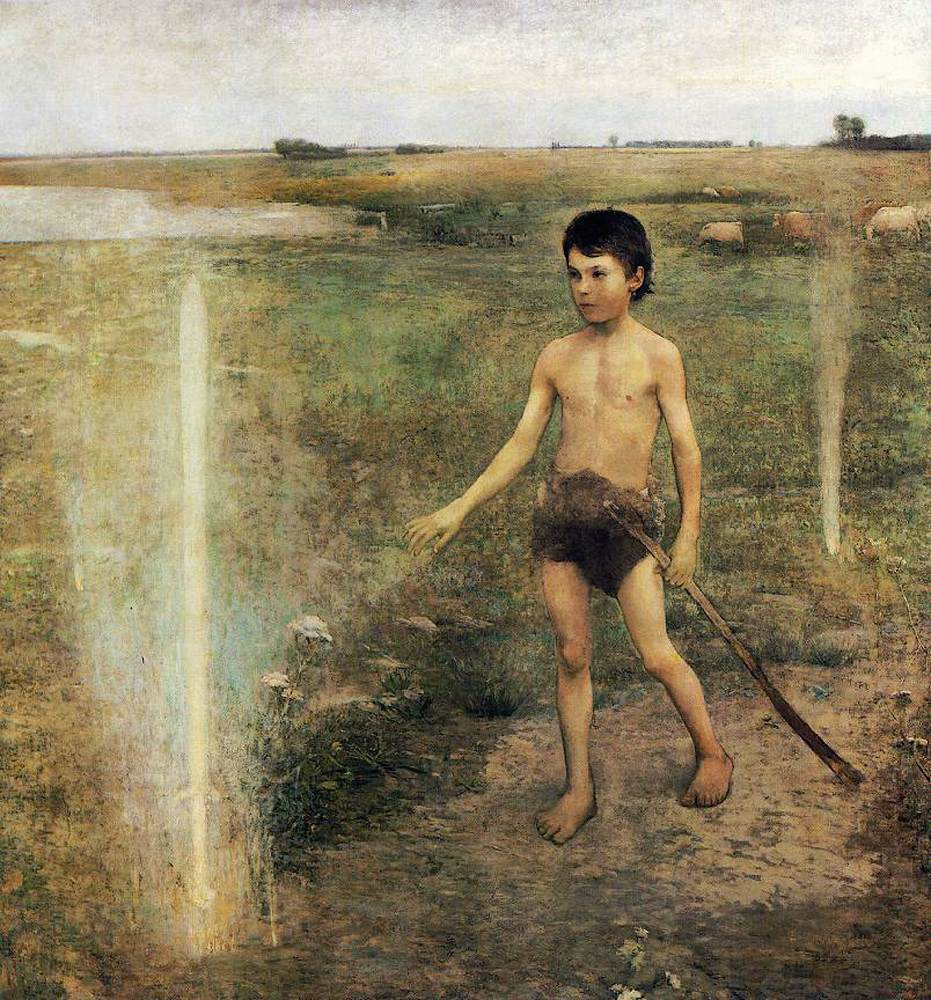
戦士の剣 (1890)
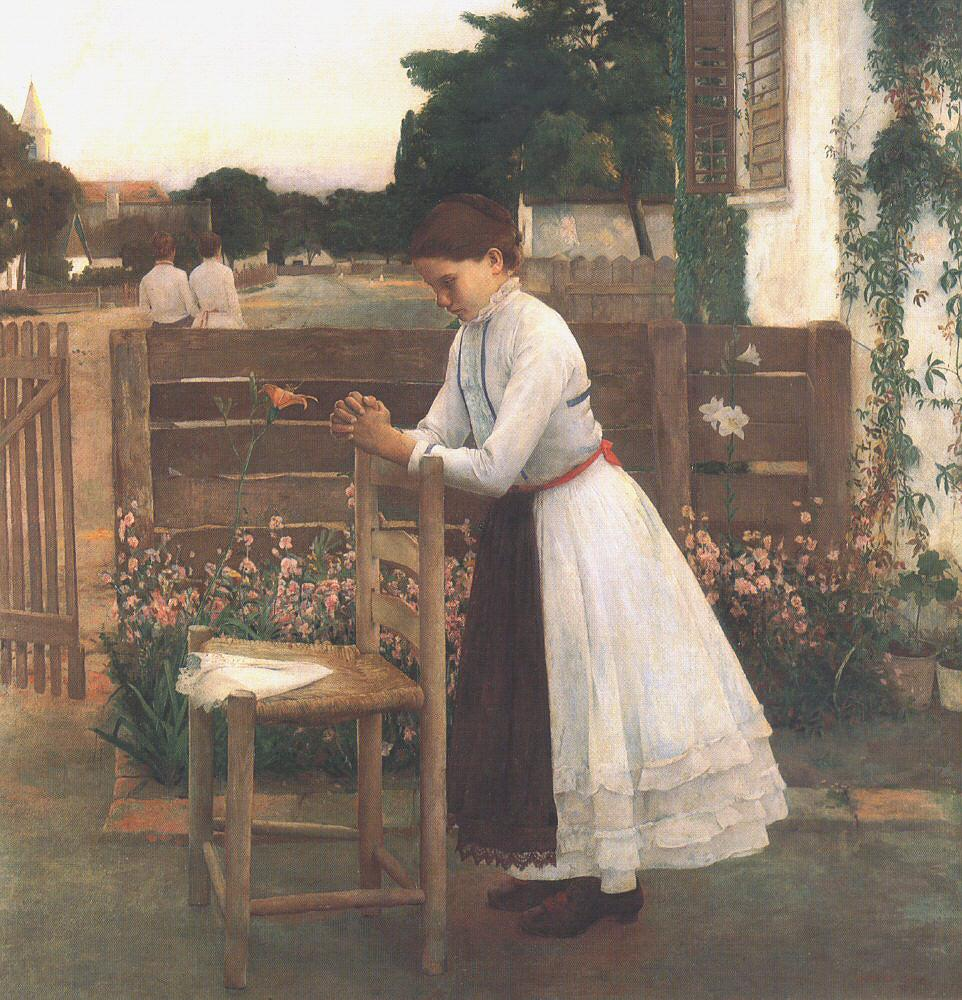
祈る女性 (1891)
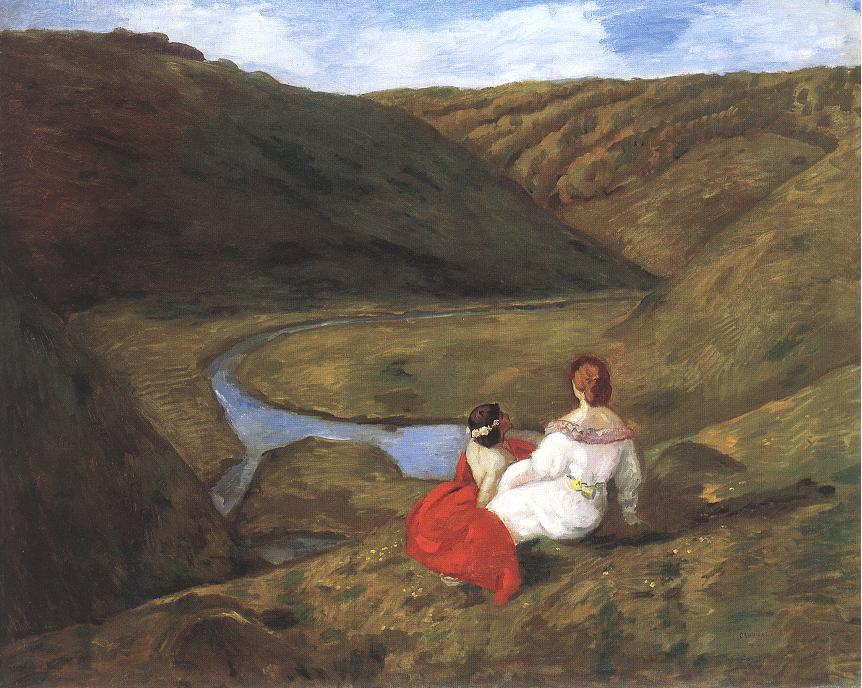
谷の風景 (1901)
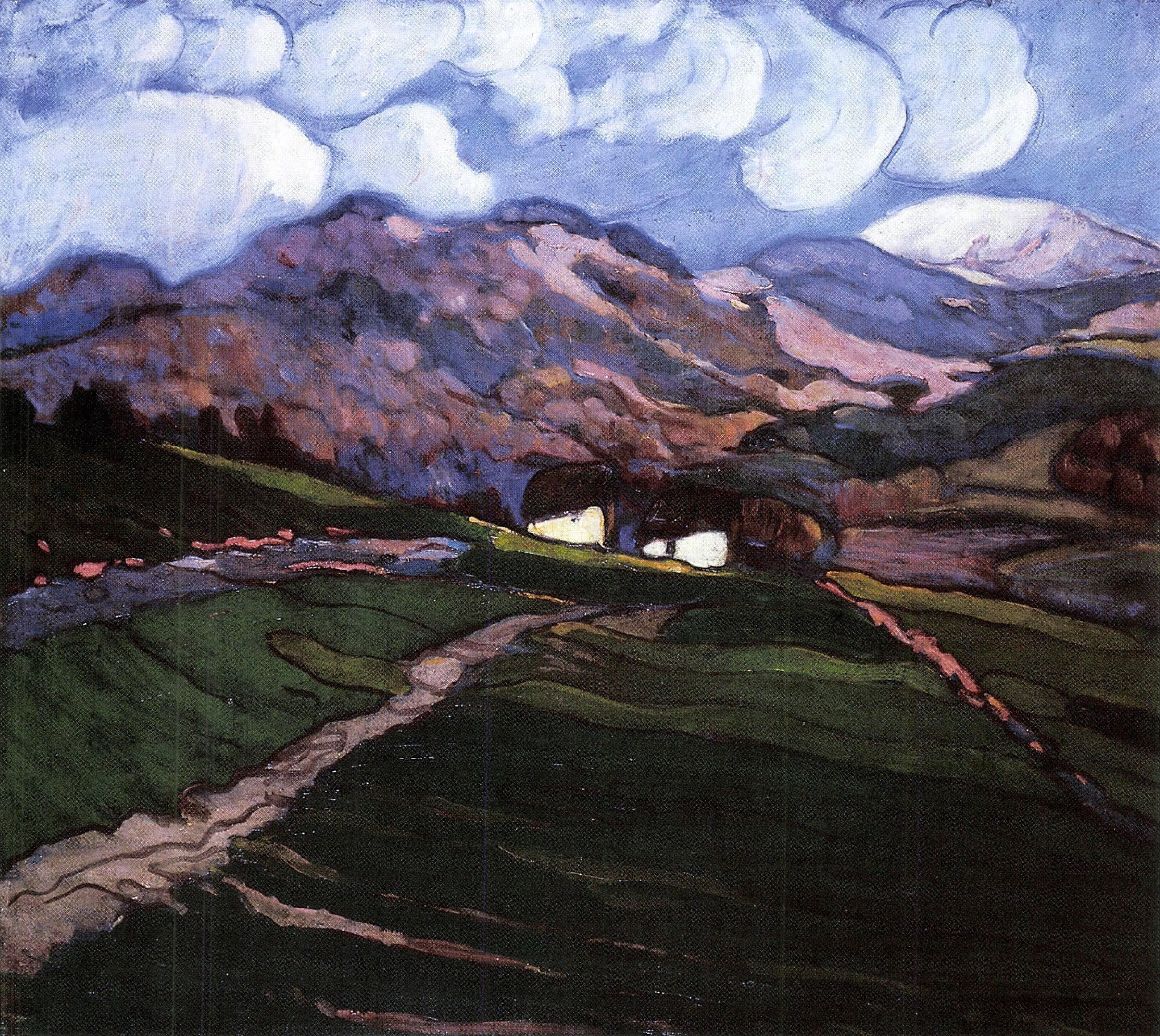
ナジバーニャの風景 (1906)
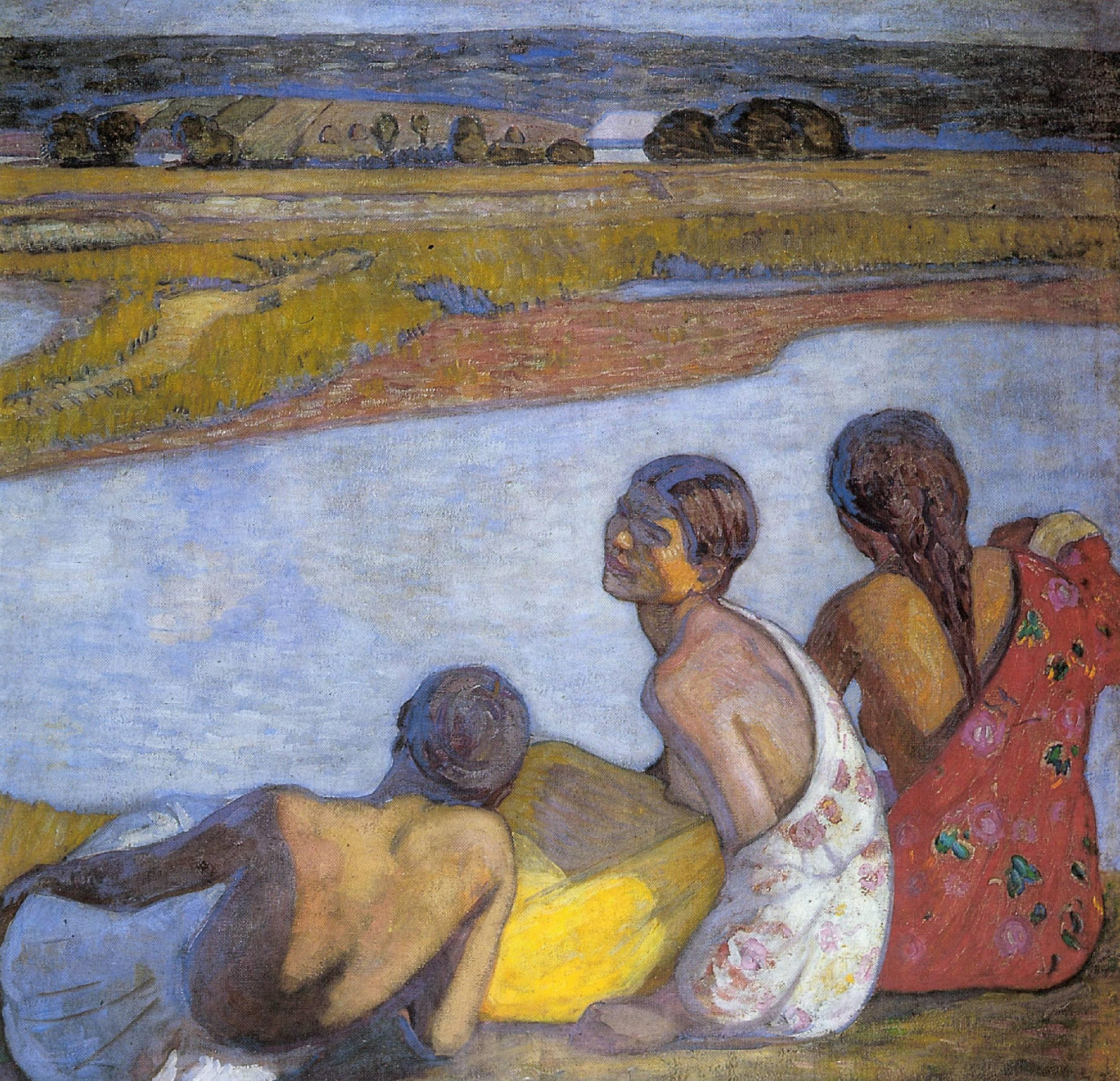
川辺のジプシー (1909)
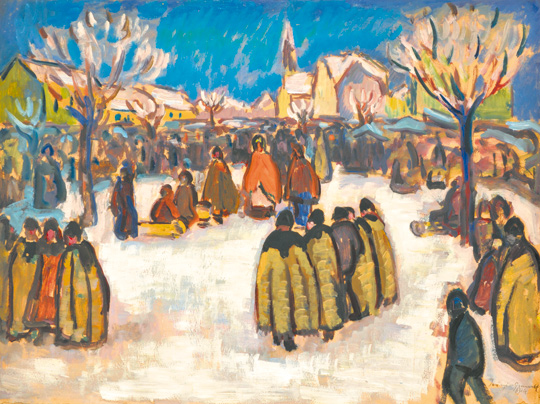
ケチケメートの冬の市場
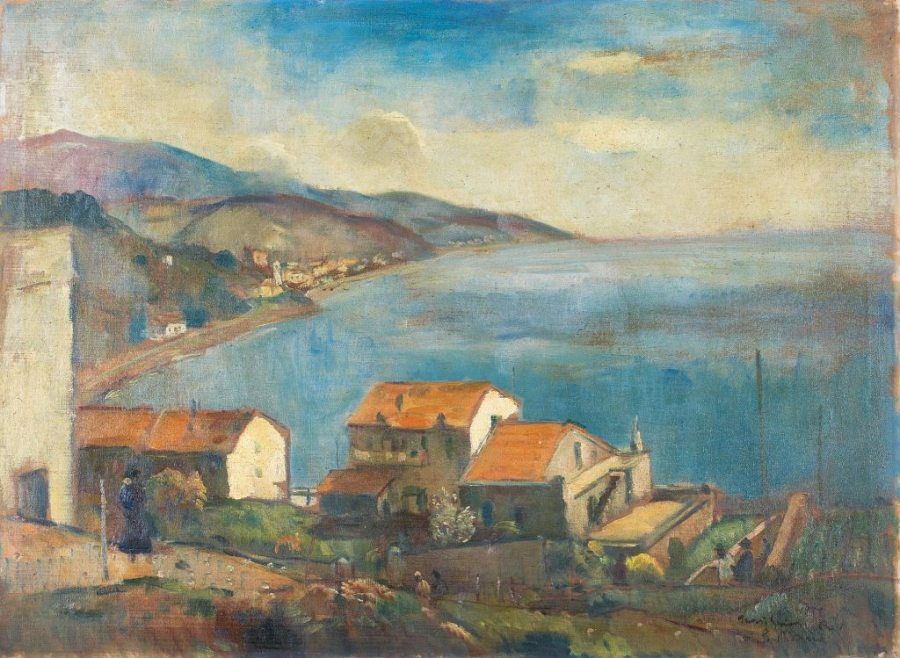
岸辺の風景 (1931)
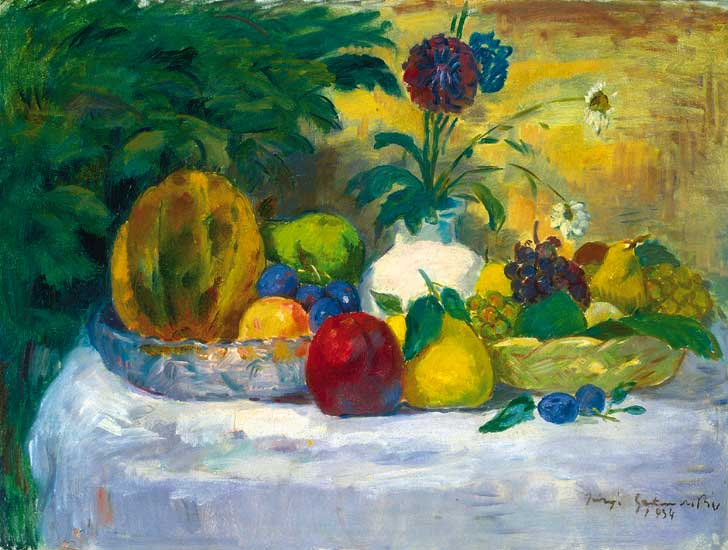
静物画 (1934)